# Dio esiste, io l'ho incontrato
Dio esiste, io l'ho incontrato è un libro di André Frossard. Pubblicato nel 1969, è il racconto della conversione dell'autore. Nello stesso anno vinse il "Grand Prix Catholique 1969 de Litérature".

## Contenuto dell'opera
Il testo, 151 pagine in tutto, inizia con una citazione di Georges Bernanos: "I convertiti sono ingombranti", utilizzata dall'autore per spiegare il lungo rimando nella stesura del libro. Afferma Frossard che alla fine ha prevalso in lui il desiderio di comunicare ad altri la propria esperienza per la quale, entrato casualmente a vent'anni in una chiesa parigina da ateo, ne uscì "cattolico, apostolico, romano".
L'autore parla anzitutto della sua infanzia a Foussemagne, il paese natale del padre, ebreo e comunista - dove convivevano pacificamente cristiani ed ebrei, così come conservatori e progressisti - e dei rapporti familiari dove gli affetti erano congelati da un rigido formalismo.
Nel quarto capitolo, che inizia con la frase "Dio non esisteva", Frossard definisce la sua come una famiglia di "atei perfetti", intendendo con questo che non si limitavano a negare l'esistenza di Dio, ma che non si ponevano neppure il problema. Proseguendo nel racconto dell'infanzia, si apprendono altri particolari sull'autore: il non essere battezzato, scelta eventualmente rimandata alla maggiore età, il protestantesimo del lato materno della famiglia, l'amore per l'Iliade, l'affetto per i nonni, il talento per il disegno, la tendenza alla solitudine, la povertà del tessuto sociale, la bomba che vìola il rifugio ferendo André e la madre, quest'ultima descritta come "giovane, bionda e bella".
La politica aveva fatto incontrare i suoi genitori e la politica aveva fatto perdere il posto di insegnante al padre, successivamente primo segretario generale del Partito Comunista Francese. L'autore ammirava il padre, nato per la politica e dotato di una memoria straordinaria, distaccato dai beni materiali come ogni idealista. Frossard iniziò a leggere i princìpi del marxismo, venendo a conoscenza dei temi del proletariato e della lotta di classe.
Dopo le elementari, a nove anni e mezzo iniziò precocemente il liceo, ma l'età e l'ambiente lo condizionarono: spesso non frequentava, preferendo leggere saggi di Voltaire e Rousseau, finché arrivò una bocciatura. Fu iscritto allora alla scuola di arti decorative, sempre più restio ad accettare regole. Frossard ricorda come, a quindici anni, regalò una sera a un mendicante i soldi destinati invece a un incontro mercenario di iniziazione al sesso. Dopo gli insuccessi scolastici, a diciassette anni il padre gli trovò un posto in un giornale della sera, dove si occupò di cronaca nera.
L'autore anticipa i risultati della sua conversione rispetto al racconto dell'episodio vero e proprio, narrando l'imbarazzo e le preoccupazioni in famiglia, a causa dell'importante incarico politico del padre e il disinteresse degli altri, al di fuori del suo migliore amico, Willemin.
È la sera dell'8 luglio, e Frossard attende Willemin fuori dalla chiesa dove l'amico è entrato. I suoi pensieri vanno all'appuntamento della serata con una "tedeschina di Belle Arti". Manca una dozzina di pagine alla conclusione del libro e l'autore, riferendosi a quella fatidica serata annota: "Non provo alcuna curiosità per le cose della religione...sono le diciassette e dieci. Tra due minuti, sarò cristiano".
Willemin tarda un poco, e Frossard entra a sua volta in chiesa per cercarlo. Si ferma davanti a un ostensorio, di cui non conosce il significato e, mentre osserva una candela, si verifica qualcosa che Frossard afferma di non saper esprimere con parole adeguate. Dice di sentire come sussurrate le parole "vita spirituale" e, subito dopo, avverte una luminosità quasi insostenibile. Scrive di aver visto un altro mondo, che ritiene essere la verità: "c'è un ordine, nell'universo, ed alla sommità...l'evidenza di Dio...colui che i cristiani chiamano "padre nostro", e del quale sento la dolcezza".
Frossard, pieno di gioia, fuori dalla chiesa ritrova l'amico e gli dice: "Sono cattolico, apostolico e romano...Dio esiste ed è tutto vero".

## Dalla conversione al libro
Intervistato da Vittorio Messori nel libro Inchiesta sul cristianesimo, Frossard spiega perché, dopo la conversione, ha aspettato più di trent'anni per scrivere la sua esperienza: sapeva che subito non sarebbe stato creduto, e allora 
Quando nel 1969, spinto tra gli altri da François Mauriac, pubblicò "Dieu existe, je l'ai rencontré", il libro divenne subito un best seller ma, a detta di Frossard, venne visto con inquietudine da molti laici e con perplessità da certi cattolici, perché "una simile conversione misteriosa non rientrava nello schema di un cristianesimo ormai razionalizzato".
Frossard non sapeva perché fosse toccato proprio a lui di sperimentare quella che definì "l'evidenza di Dio",  ma da quel momento sentì la necessità di testimoniare la sua esperienza. Quando un presbitero gli ebbe insegnato il catechismo, scoprì che "Roma aveva già messo in formule, da secoli, quello che io avevo visto di colpo nella cappella".

Nell'intervista dice di amare una fede semplice, lontana da complicazioni intellettuali perché,